# 短足叉额猛水蚤
短足叉额猛水蚤（学名：Cladorostrata brevipoda）为双囊猛水蚤科叉额猛水蚤属的动物，是中国的特有物种。分布于广东、福建等地，多栖息于纯淡水中。